# Pinot noir
Pinot noir er en ædel druesort, som er udviklet fra almindelig vin (Vitis vinifera) og er den mest anvendte røde drue til produktion af vin. Den kendes også under navne som Spätburgunder og Blauburgunder.
Navnet pinot noir kan også bruges om vine produceret overvejende af pinot noir-druer. Den er kendt som en vanskelig drue, der kræver ret specifikke og ikke for varme vækstbetingelser. Den er hoveddruen i Bourgogne i Frankrig.
Druen er også udbredt og giver fornemme vine i Oregon, de køligste marker i Californien og i New Zealand. I New Zealand er især Central Otago-området kendt for fantastiske vine baseret på pinot noir.
Smagsmæssigt er den kendetegnet af en liflig, violpræget aroma og forholdsvis let og derfor meget modtagelig over for jordbundens karakteristika.
Pinot Noir beskrives som en drue med nye "lag" af nuancer. Det, kombineret med at den er vanskelig at dyrke, er en af grundene til, at den nyder en særlig status blandt vinkendere.